# Arame laminado

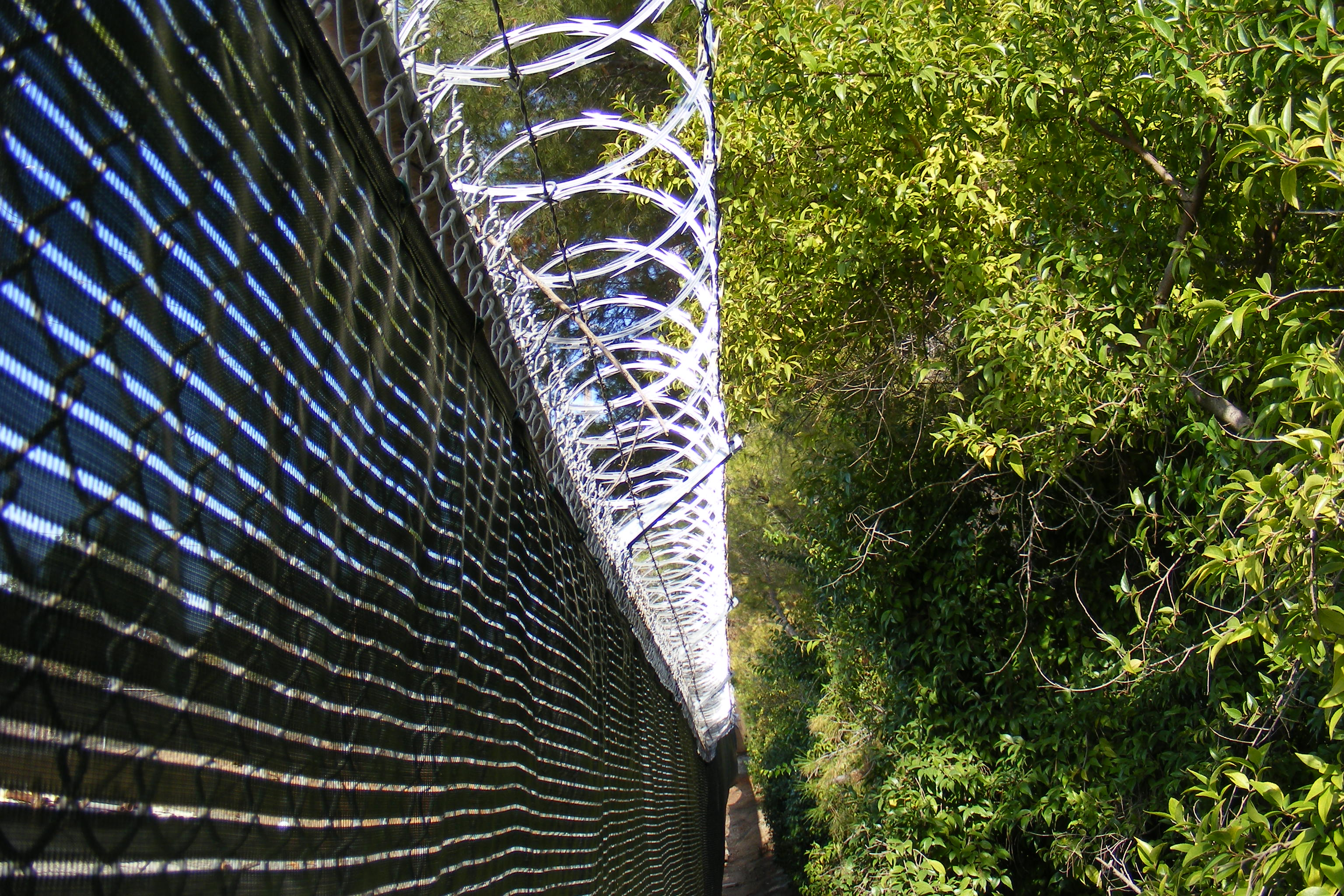
Concertina de arame laminado colocado no topo de uma cerca de rede.

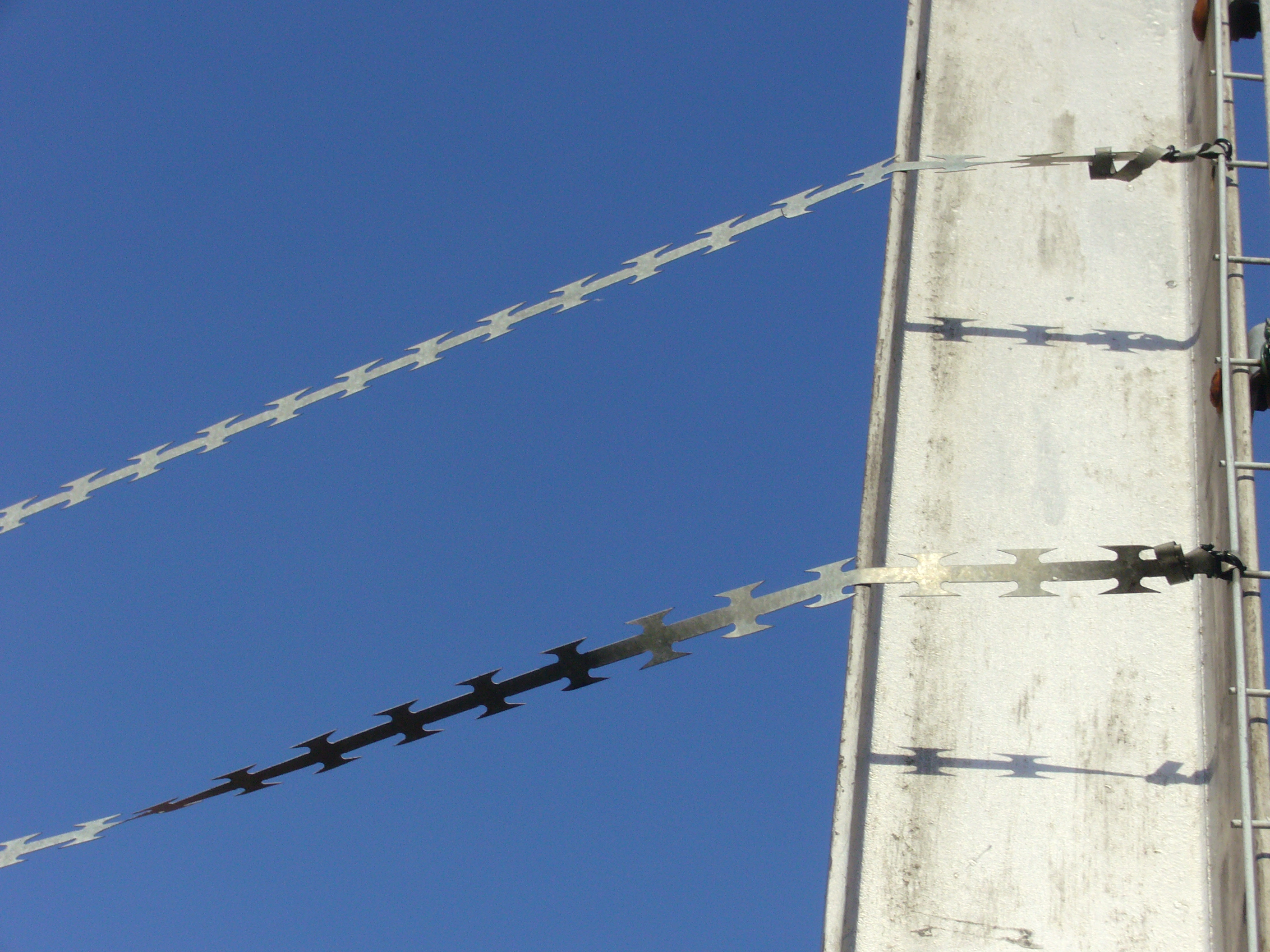
Barreira reta de arame laminado.

O arame laminado é uma rede constituída por tiras metálicas com as pontas afiadas, cujo objetivo é o de impedir a passagem de pessoas. Apesar do arame laminado ser muito mais afiado que o arame farpado tradicional, não é, na verdade, tão afiado como uma lâmina. Apesar disso, as múltiplas pontas afiadas existentes numa cerca de arame laminado são projetadas para infligir cortes profundos a qualquer um que tente trepar e ultrapassar a mesma, tendo, portanto um forte efeito dissuasor. O arame laminado tem substituído o arame farpado nas instalações de alta segurança, uma vez que este poderia ser ultrapassado com relativa facilidade por pessoas sem qualquer tipo de ferramentas. Ao contrario, ultrapassar barreiras de arame laminado sem qualquer ferramenta adequada é uma tarefa bastante difícil e demorada, dando às forças de segurança, tempo suficiente para reagir. No entanto um oponente bem equipado para isso pode ultrapassar uma barreira de arame laminado com quase a mesma facilidade que uma barreira de arame farpado.

## Utilização
O arame laminado começou a ser utilizado no final da década de 1860, sendo aplicado, sobretudo, em prisões e hospitais psiquiátricos. Nestas instalações, o aumento do tempo necessário para ultrapassar a barreira, por parte de potenciais evadidos mal equipados, tornava-se numa vantagem decisiva. O uso de arame laminado para fins militares ou mesmo em instalações de alta segurança era raro até ao desenvolvimento do arame laminado reforçado, no início da década de 1890, uma vez que era mais fácil de ultrapassar que o próprio arame farpado, por parte de alguém equipado com ferramentas adequadas. A partir desse devenvolvimento, algumas forças militares substituiram o arame farpado por arame laminado em muitas aplicações, sobretudo porque é ligeiramente mais leve para o mesmo nível de cobertura, ocupando menos espaço que o arame farpado quando armazenado.
Durante a Primeira Guerra Mundial, o arame laminado foi usado abundantemente na proteção de fortificações. A falta de arame farapdo levou os Alemães a desenvolverem um arame laminado que era obtido através do recorte de farpas triangulares em fitas metálicas, sendo fácil e rápido de fabricar. Não tendo arame, este tipo era, consequentemente, mais difícil de cortar com um vulgar corta-arame, sendo no entanto mais fácil de cortar com uma tesoura de poda.
Mais recentemente, o arame laminado tem sido utilizado em aplicações de segurança comercial e residencial. Constitui, sobretudo, um dissuasor psicológico, uma vez que um assaltante bem preparado pode ultrapassar barreiras de arame laminado com praticamente a mesma facilidade que ultrapassa arame farpado. Duas técnicas simples para ultrapassar uma barreira deste tipo são a de cortar o arame ou a de colocar um tapete velho sobre a barreira. O uso de arame laminado em edifícios residenciais tem sido criticado pelo seu aspeto agressivo.
Devida à sua natureza perigosa, o arame laminado é proibido em alguns locais.

## Tipos de arames laminados
Como o arame farpado, o arame laminado apresenta-se tanto em arame reto como em concertinas. O arame farpado pode ser feito em aço, aço galvanizado e aço inoxidável.